# Where the Breakers Roar
Where the Breakers Roar è un cortometraggio muto del 1908 diretto da David W. Griffith (qui alla sua ventunesima regia) che lo sceneggiò insieme a Stanner E.V. Taylor.
Il film, interpretato da Arthur V. Johnson, Linda Arvidson e Charles Inslee - girato nello stato di New York, al Central Park - venne prodotto dalla American Mutoscope and Biograph Company che lo distribuì nelle sale il 22 settembre 1908.

## Trama
Un maniaco scappato dal manicomio cattura sulla spiaggia una giovane donna e la tiene in ostaggio.

## Produzione
Il film - conosciuto anche con il titolo Where Breakers Roar - fu prodotto dall'American Mutoscope and Biograph Company. Le riprese furono effettuate a New York, al Central Park per le scene in esterni della spiaggia.

## Distribuzione
Il copyright del film, richiesto dall'American Mutoscope and Biograph Co., fu registrato il 15 settembre 1908 con il numero H115623.
L'American Mutoscope and Biograph Company distribuì nelle sale il film - un cortometraggio di circa nove minuti - il 22 settembre 1908.
Copia della pellicola (un positivo in 35 mm) è conservata negli archivi della Library of Congress.